# Mit em Batino unterwägs
Mit em Batino unterwägs ist der Titel einer Hörbuchserie der Kantonspolizei in Zürich mit der Hauptfigur Batino. Dieses im Jahre 1990 produzierte Präventionsprojekt war bis 2006 in Zürcher Kindergärten im Einsatz, bis es vom «Fuchs Ferox» abgelöst wurde. Das Hörbuch erschien ausschliesslich auf Kassette in Schweizer Mundart. Die Geschichte schrieb Rose Rengel, und die Lieder stammen vom Trio Eugster. Produktion, Abmischung und Vertrieb erfolgte durch CH-Rekords in Dübendorf.

## Handlung
Batino, der Hauptcharakter, ist ein grosser, grüner Dinosaurier mit kleinen Ohren. Er möchte der örtlichen Polizei gern behilflich sein, indem er in einem Kindergarten das Verhalten im Strassenverkehr lehrt. Diese nimmt sein Angebot gerne an, da sie selbst immer viel zu tun hat. In verschiedenen Situationen bringt er den Kindern dann unter anderem das ordnungsgemässe Überqueren einer Strasse, mit und ohne Ampel, und das sichere Velofahren bei.

## Devise
Neben dem Erklären des korrekten Verhaltens im Strassenverkehr wird über die gesamte Geschichte hinweg herausgestellt, dass die Achtsamkeit das Wichtigste im Strassenverkehr ist. Zum Beispiel muss man beim Überqueren einer Strasse «warte, luege, lose, laufe» (warten, umschauen, lauschen, laufen).
Obzwar Batino nicht mehr im Einsatz ist, wurde jener Merkspruch auch bei «Fuchs Ferox» beibehalten.